# Terry Wolverton
Terry Wolverton (Playa de Cacao, Florida, 1954) es una novelista, poeta y editora estadounidense.

## Infancia
Su infancia en Detroit (Michigan), se desarrolló influenciada por su abuela, Elsa Mae Miller, una profesora de inglés que despertó en ella el amor por la lengua, la música y la poesía. En 1972 obtuvo el grado de Artes Escénicas en el Cass Technical High School.
Wolverton estudió el BFA Theatre Program en la Universidad de Detroit. En 1973 se trasladó a  la Universidad de Toronto, donde estudió teatro, psicología y estudios de género.
Wolverton participó en Sagaris, un instituto independiente para el estudio de teoría política feminista, en 1975. Más tarde se matriculó en el Thomas Jefferson College, una escuela experimental ubicada en Grand Valley State Colleges (Michigan) y participó en su programa feminista Women, World, and Wonder Program.

## Carrera
En 1976 Wolverton se trasladó a Los Ángeles matriculándose en el Feminist Studio Workshop, donde permaneció trece años. Además de escribir y actuar, colaboró en el Lesbian Art Project en el Incest Awareness Project, el Great American Lesbian Art Show (GALAS), un proyecto llamado "An Oral Herstory of Lesbianism" y en el grupo White Women's Anti-Racism Consciousness-Raising. Entre 1987 y 1988 colaboró en organizaciones no lucrativas como directora ejecutiva.
Wolverton ha sido profesora de interpretación y escritura creativa desde 1977. En 1986 desarrolló un programa de escritura en el Connexxus/Centro de mujeres y en 1988 lanzó otro programa de escritura en el Centro para Gays y Lesbianas de Los Ángeles, donde enseñó hasta 1997. A sus talleres asistió Gil Cuadros, un poeta mexicano-estadounidense muy conocido. Cuadros comenzó a asistir a sus talleres de escritura para personas con VIH y fue gracias a Wolverton que Gil Cuadros pudo encontrar una salida creativa para él y su amante, John Edward Milosch, que murió de SIDA en 1987. Años después, Cuadros publicó su único libro de ficción, Ciudad de Dios (1994). 
En 1997, Wolverton fundó Writers at Work, un centro de escritura creativa donde continúa enseñando ficción y asesorando a escritoras en la actualidad.
Desde 2000 es además instructora de Kundalini Yoga.

## Obras

### Como autora:
- Black Slip, Clothespin Fever Press, 1992, ISBN 1878533053 (poesía)
- Bailey's Beads, Faber & Faber, 1996, ISBN 9780571198917 (novela)
- Mystery Bruise, Red Hen Press, 1999, ISBN 9781888996142 (poesía)
- Insurgent Muse: Life and Art at the Woman's Building. City Lights Books. 2002. ISBN 9780872864030.
- Terry Wolverton Greatest Hits. Pudding House Publications. 2002. ISBN 9781589980631.
- Embers: A Novel in Poems, Red Hen Press, 2003, ISBN 9781888996722
- Shadow and Praise, Main Street Rag Publishing Company, 2007, ISBN 9781599480572 (poesía)
- The Labrys Reunion Spinsters Ink, 2009, ISBN 9781935226024 (novela)
- Breath and other stories,  Silverton Books, 2012, ISBN 9780962952869
- "Stealing Angel" Spinsters Ink, 2011, ASIN: B00DFOYN4C (novela)
- "Wounded World: lyric essays about our spiritual disquiet", with photographs by Yvonne M. Estrada, Create Space Independent Publishing, 2013 ISBN 1481027905

### Como editora:
- Blood Whispers: L. A. Writers on AIDS Silverton Books (vol 1, 1991, ISBN 096295280X; vol 2, 1994, ISBN 0962952818)
- Mischief, Caprice, and Other Poetic Strategies, (poesía) (2004)
- From Site to Vision: the Woman’s Building in Contemporary Culture, e-book (2007)

### Coedición con Benjamin Weissman:
- Los Angeles Festival and Beyond Baroque, Harbinger (1990)

### Coedición con Robert Drake:
- Indivisible: New Short Fiction by West Coast Gay and Lesbian Writers Plume Books 1991, ISBN 0452266769
- Hers: Brilliant New Fiction by Lesbian Writers Faber & Faber Incorporated, 1995, ISBN 0571198678
- His: Brilliant New Fiction by Gay Writers Faber & Faber Incorporated, 1995, ISBN 057119866X
- Hers 2 and His 2 Faber & Faber, Incorporated, 1997, ISBN 9780571199099
- Hers 3 and His 3 Faber & Faber, Incorporated, 1999, ISBN 9780571199631
- Circa 2000: Gay Fiction at the Millennium Alyson Books 2000, ISBN 1555835171
- Circa 2000: Lesbian Fiction at the Millennium Alyson Books 2000, ISBN 155583518X
- "Catena: poem series by members of the Women's Poetry Project", Silverton Books, 2003, ISBN 0962952842

### Otros
- Introducción al From Site to Vision: the Woman’s Building in Contemporary Culture, e-book (2007)

En 2007 Wolverton organizó "The Future of Publishing", un Think Tank que reunió a profesionales del sector editorial para buscar estrategias para llegar a más lectores y lectoras. Además de los debates, se ofrecieron talleres, se realizó una encuesta a los lectores y se compiló un directorio en línea de recursos literarios en el condado de Los Ángeles. Ese mismo año se convirtió en profesora afiliada de la Antioch University de Los Ángeles. 
En 2011 se publicó From Site to Vision: the Woman's Building in Contemporary Culture, editado con Sondra Hale.
Además, Wolverton trabajó con el compositor de Jazz David Ornette Cherry para adaptar su novela EMBERS a una ópera. 

## Premios y reconocimientos
En 1997 fue finalista del Premio Stonewall en la categoría de Literatura. "Insurgent Muse: Life and Art at the Woman's Building", un libro de memorias publicado en 2002 por City Lights Books, fue reconocido como uno de los mejores libros de 2002 por Los Angeles Times y fue ganador del Publishing Triangle en 2003, del Premio Judy Grahn y finalista del Premio Literario Lambda. Su novela Embers fue finalista del PEN USA Litfest Poetry Award y del Lambda Book Award.